# فرودگاه اسکاتلند، بارا
فرودگاه اسکاتلند، بارا (به انگلیسی: Barra Airport (Scotland)) (به زبان بومی: Port-adhair Bharraigh) یک فرودگاه همگانی حمل و نقل با کد یاتا BRR است که یک باند فرود ماسه دارد و طول باند آن ۷۹۹ متر است. این فرودگاه در کشور اسکاتلند قرار دارد و در ارتفاع ۲ متری از سطح دریا واقع شده‌است.

## نگارخانه

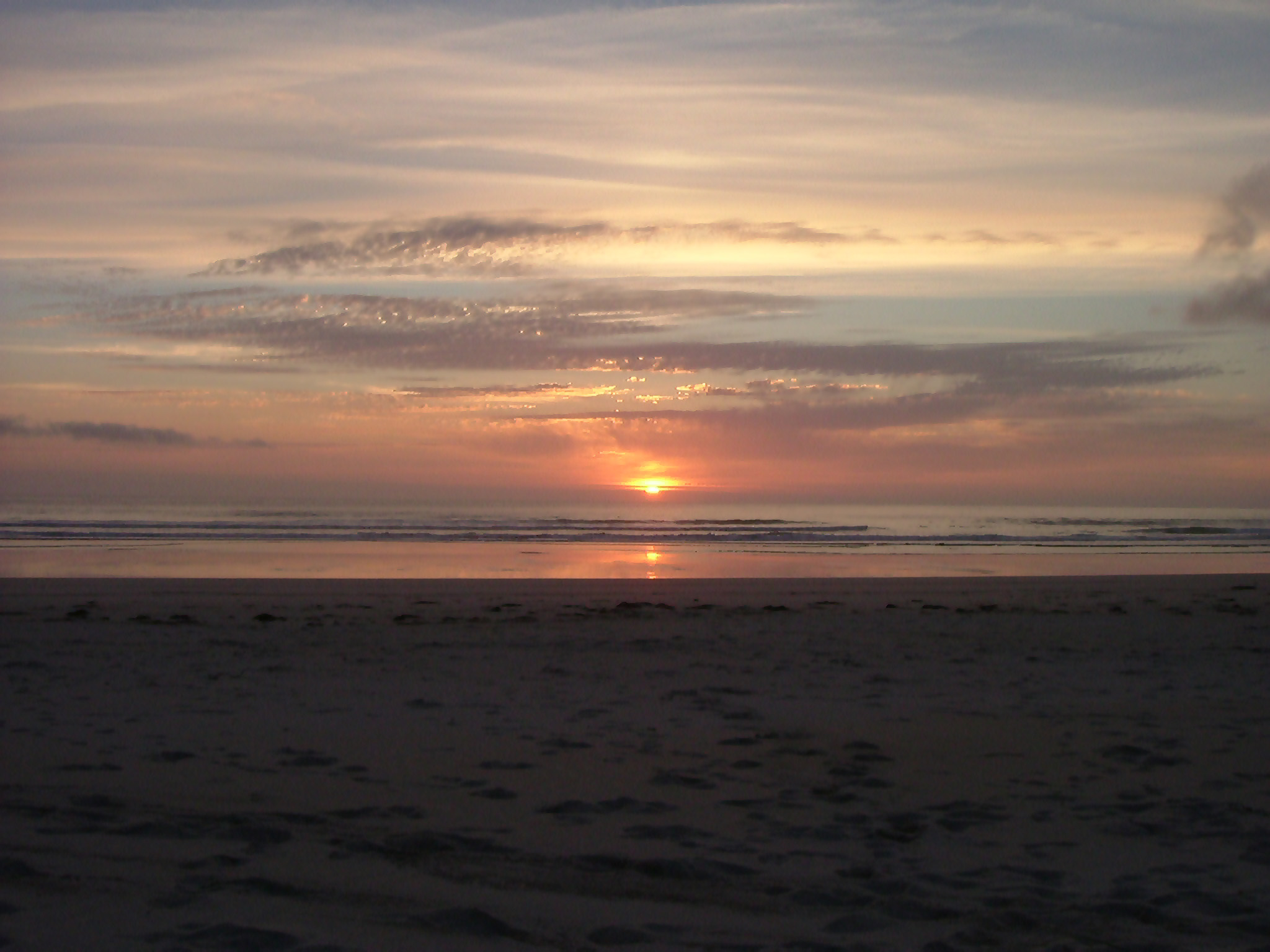
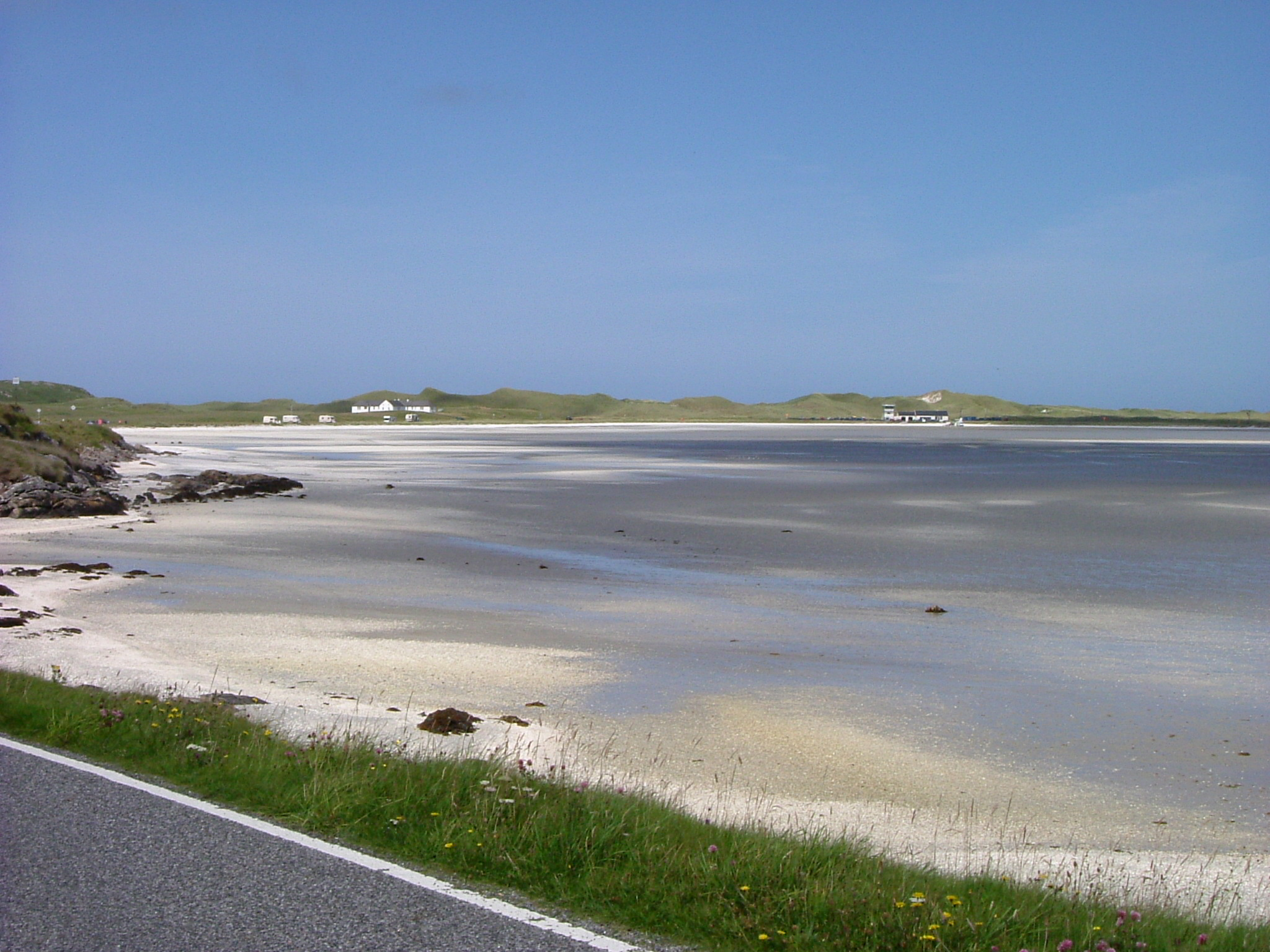
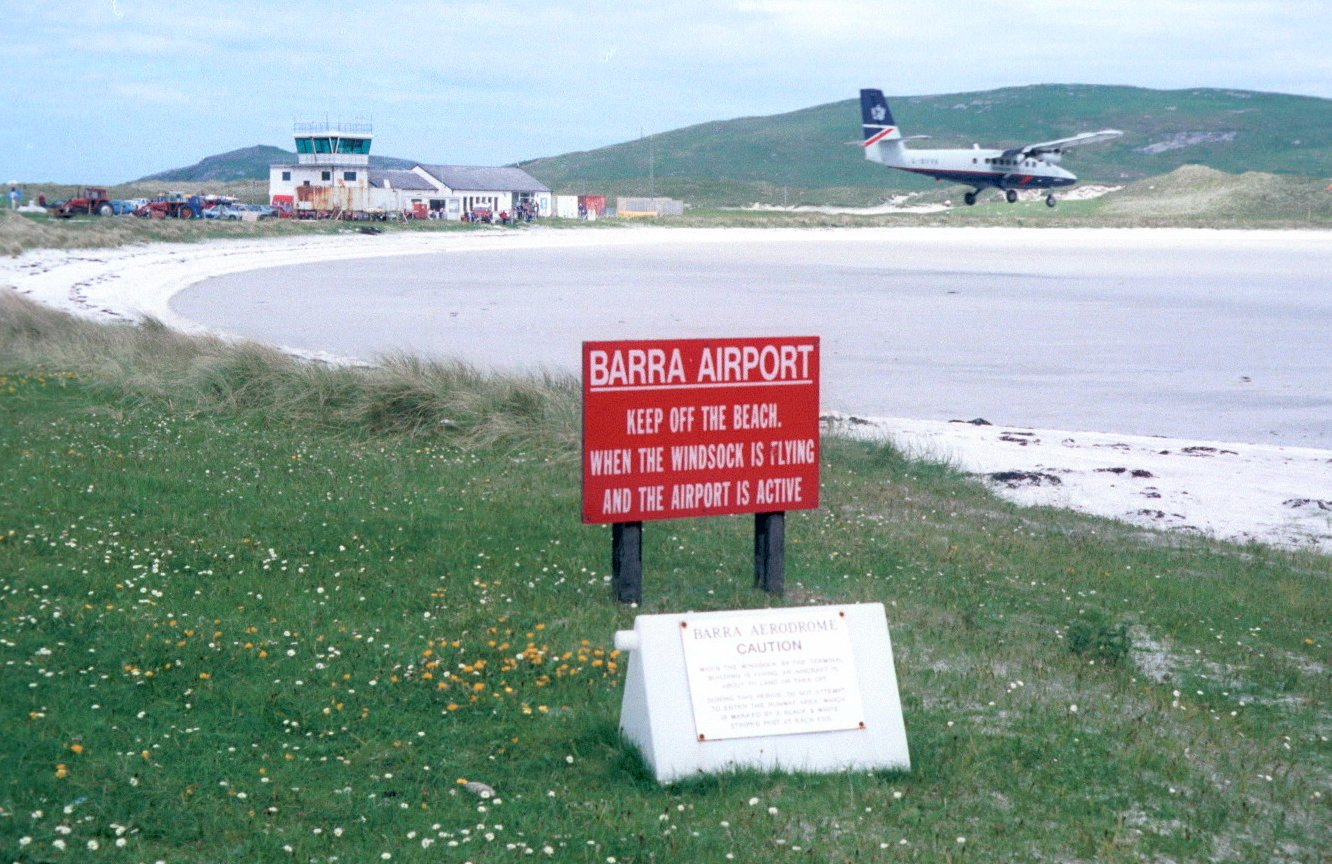
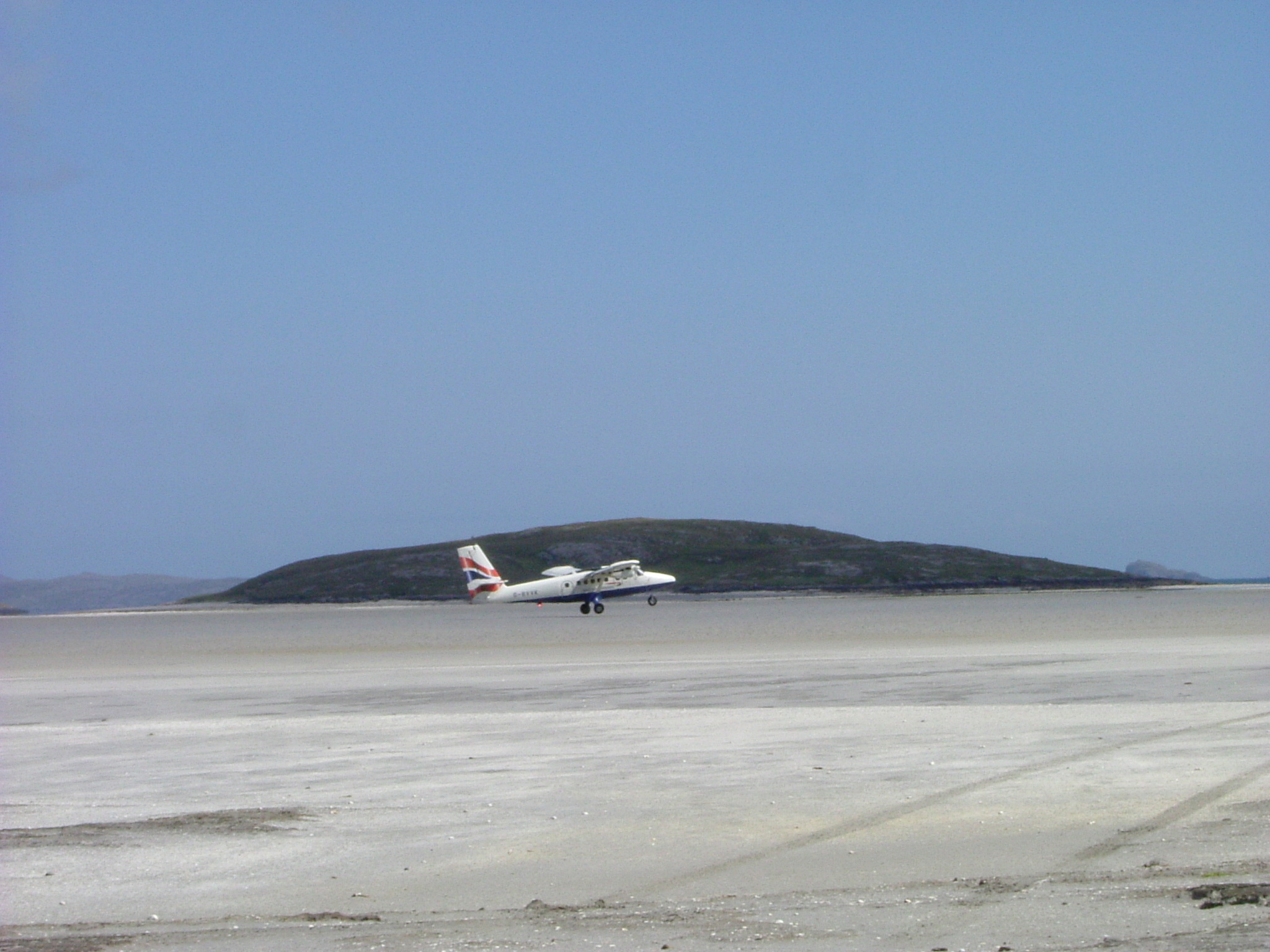

## شرکت‌های هواپیمایی و مقصدهای پروازی
| شرکت‌های هواپیمایی         | مقصدهای پروازی                  |
| ------------------------- | ------------------------------- |
| فلای‌بی اجرا توسط Loganair | گلاسگو (پایان در ۳۱ اوت ۲۰۱۷)   |
| Loganair                  | گلاسگو (آغاز از ۱ سپتامبر ۲۰۱۷) |